# Friedrich Stirnimann

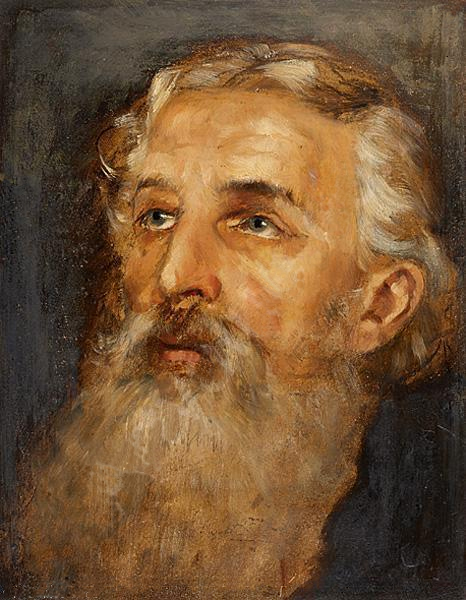
Selbstbildnis

Friedrich Stirnimann (* 17. Mai 1841 in Ettiswil im Kanton Luzern; † 4. August 1901 in Luzern) war ein Schweizer Porträt-, Kirchen- und Genremaler.

## Leben
Stirnimann war ein Sohn des Bauern Johann Anton Stirnimann (21. Februar 1795–15. Februar 1870) und dessen Frau Anna Maria (geborene Kaufmann, 21. Oktober 1808–21. Juni 1894) und hatte 11 Geschwister, von denen 6 bereits im Kindesalter starben. Er besuchte die Bezirksschule in Grosswangen und begann nach dem Schulabschluss eine Ausbildung als Anstreicher bei dem Dekorationsmaler Franz Sales Amlehn in Sursee, der ihm auch Zeichenunterricht erteilte. Er bekam eine künstlerische Ausbildung in Stans als Schüler von Melchior Paul von Deschwanden, bei dem er das Kopieren von Gemälden erlernte. Danach studierte er bei Ludwig Des Coudres an der Grossherzoglich Badischen Kunstschule Karlsruhe und lernte dort den Dichter Joseph Victor von Scheffel kennen, mit dem ihn eine Freundschaft verband. Er besuchte anschliessend die Académie Julian in Paris und erhielt kurzzeitig Unterricht von Arnold Böcklin in Basel, wo er auch den Maler Ernst Stückelberg kennenlernte. 1872 setzte er seine Ausbildung bei Johann von Schraudolph an der Akademie der Bildenden Künste München fort, der ihn in Historienmalerei und Radierung unterwies. Danach kehrte er zunächst nach Ettiswil zurück und liess sich um 1883 in Luzern nieder. Er fertigte einige realistisch behandelte Kirchengemälde, war aber überwiegend als Porträt- und Genremaler aktiv, sein Kunstgebiet. Nach seinem Tod 1901 gab es in Luzern eine Spezialausstellung, in der 61 seiner Werke zu sehen waren.